# Calochortus invenustus
Calochortus invenustus là một loài thực vật có hoa trong họ Liliaceae. Loài này được Greene miêu tả khoa học đầu tiên năm 1890.